# Katholische Burschenvereine für das Königreich Bayern

Faschingsausgabe des Burschenblattes 1908

Der Verband Katholische Burschenvereine für das Königreich Bayern, fälschlich manchmal auch Verband der katholischen Burschenvereine Bayerns, war ein Dachverband, gegründet 1903 vom Geistlichen Rat Simon Spannbrucker, Benefiziat Georg Braun und Prälat Johann Baptist Mehler in Regensburg, zur Organisation bayerischer Burschenvereine.

## Gründung
Ein genauer Termin für die Entstehung der Burschenvereine ist nicht bekannt, denn bereits vor der Einmischung durch die katholische Kirche. Die sogenannten freien oder wilden Burschenschaften beteiligten sich intensiv am Dorfleben, z. B. dem organisieren von Tanzveranstaltungen oder das Maibaum aufstellen. Der katholischen Kirche blieb nicht verborgen, welchen Einfluss man durch die Vereinsidee auf Jugendliche gewinnen konnte. So nutzten einige geistliche Seelsorger die Gelegenheit, die männliche Jugend nach ihrer Schulentlassung, entsprechend den Idealen der Kirche, positiv zu beeinflussen und unterstützten den Zusammenschluss von katholischen Burschenvereinen.
Um eine einheitliche Struktur zu schaffen, gründeten 1903 die drei katholischen Pioniere Geistlicher Rat Spannbrucker, Benefiziat Braun und Prälat Mehler den Verband. In einer Mustersatzung wurde der allgemeine Vereinszweck festgelegt: Erhaltung und Förderung von: Glaube und Sitte, Berufstüchtigkeit und Heimatliebe, Frohsinn und Scherz.
Oftmals wehrten sich in den frühen Jahren die freien und wilden Burschen gegen die neue Ordnung, sich auch in der Freizeit noch von den Pfaffen bestimmt zu werden. Aufgrund der überregionalen Struktur und besseren Organisation setzten sich aber schnell die katholischen Burschenvereine durch.
In der Gründungsversammlung wurde Simon Spannbrucker per Wahl zum ersten Vorstand gewählt.
In den folgenden Jahren wurden verstärkt Burschenvereine in Bayern und dem angrenzenden Österreich gegründet. Vor allem Simon Spannbrucker tat sich darin als besonders eifrig hervor und bekam noch zu Lebzeiten den Beinamen „Burschenvater“.

## Burschenblatt
Auf besonderen Wunsch von Spannbrucker gab der Verband das »Burschenblatt« heraus. Es war das zentrale Sprachrohr und Organ der Burschenvereine. Es stellte die ideelle Verbindung zwischen den einzelnen örtlichen Vereinen her. Das Blatt war in einer einfachen Sprache gehalten und sollte zum Lesen animieren. Es war nach den Vereinszielen in die Rubriken "Glaube und Sitte", "Heimatliebe", "Berufstüchtigkeit" und "Frohsinn und Scherz" aufgeteilt. Die Spalte "Allgemeine Burschensache" beinhaltete Beiträge zum Verbandsleben. Das Burschenblatt erschien monatlich. Die erste Ausgabe datiert vom Juli 1904, die letzte vom September 1939. In diesen 36 Jahren des Erscheinens wurde der Titel dreimal geändert. Die »Zeitschrift für die katholische Burschenschaft Bayerns« wurde 1930 in »Zeitschrift für die kath. Landjugend Bayerns« umbenannt. Ab 1934 hieß das Blatt »Zeitschrift für Kath. Burschen«. Der Umfang des einzelnen Monatsheftes schwankte zwischen 12 und 32 Seiten. 1904 belief sich der Bezugspreis auf 10 Pfennig, ohne Porto. Die Erstauflage betrug 5000 Stück. Zu Beginn des Ersten Weltkrieges konnte die Geschäftsleitung in Regensburg bereits 20.500 Abonnenten verbuchen. Ab 1909 war die Abnahme des Blattes für alle Vereinsmitglieder zur Pflicht geworden.

## Ende und Vermächtnis
Der Verlauf des Ersten Weltkrieges erschwerte den Burschenvereinen die Existenz und führte dazu, dass viele Ortsvereine das Vereinsleben einstellten. Nach einem kurzen Boom in den Nachkriegsjahren, wurde durch Verbote der katholischen Burschenvereine erlassen durch die Nationalsozialisten ab 1933 jegliche Tätigkeit von Verbänden und Vereinen in ganz Deutschland unmöglich gemacht. Nach dem Zweiten Weltkrieg wurden viele katholische Burschenvereine in Bayern wiedergegründet. Auch in jüngerer Zeit besinnen sich viele Jugendliche auf dem Land wieder den Werten der Burschenvereine. So gibt es regional Mitgliederzuwächse und Wiedergründungen, andererseits aber auch seit dem Verbot in der Zeit des Nationalsozialismus bis heute ruhende Vereine.
Der Dachverband wurde als solcher nicht wiedergegründet. Als Dachverband katholischer Burschenvereine dient heute der Landesverband Bayern der Katholischen Landjugendbewegung.